# Nicholas Kristof
Nicholas Donabet Kristof (né le 27 avril 1959) est un journaliste et commentateur politique américain. Lauréat (et sept fois finaliste) de deux prix Pulitzer, il est un contributeur régulier de CNN et un chroniqueur pour le New York Times.
Kristof se décrit comme un progressiste. Selon le Washington Post, Kristof a « réécrit le journalisme d'opinion » en mettant l'accent sur les violations des droits de l'homme et les injustices sociales, telles que la traite des êtres humains et le conflit du Darfour. L'archevêque Desmond Tutu d'Afrique du Sud a décrit Kristof comme un « Africain honoraire » pour avoir braqué les projecteurs sur les conflits négligés sur le continent.

## Jeunesse et éducation
Kristof est né à Chicago, dans l'Illinois, et a grandi dans une ferme familiale de moutons et un verger de cerisiers à Yamhill, dans l'Oregon. Il est le fils de Jane Kristof ( née McWilliams) et de Ladis « Kris » Kristof (né Władysław Krzysztofowicz ; 1918-2010), tous deux professeurs  à la Portland State University à Portland, Oregon. Son père est né de parents polonais et arméniens à Tchernivtsi, ancienne Autriche-Hongrie, qui ont immigré aux États-Unis après la Seconde Guerre mondiale,,. Kristof est diplômé de la Yamhill Carlton High School, où il était président du bureau des élèves et rédacteur en chef du journal de l'école. Il a fréquenté le Harvard College, où il était diplômé de Phi Beta Kappa. À Harvard, il a étudié les sciences politiques, a effectué un stage au journal The Oregonian de Portland et a travaillé pour le journal The Harvard Crimson . Selon un profil de lui, "les anciens se souviennent de Kristof comme l'un des étudiants de premier cycle les plus brillants du campus".
Après Harvard, il a étudié le droit au Magdalen College d'Oxford, en tant que boursier Rhodes. Il a obtenu son diplôme en droit avec mention très bien et a remporté un prix académique. Il a étudié l'arabe en Égypte pendant l'année universitaire 1983-1984 à l'Université américaine du Caire. Il possède un certain nombre de diplômes honorifiques.

## Carrière
Après avoir rejoint le New York Times en 1984, où il couvrait initialement l'économie, Kristof a travaillé comme correspondant du journal à Los Angeles, Hong Kong, Pékin et Tokyo. Il est devenu rédacteur en chef adjoint du New York Times, responsable des éditions du dimanche. Ses chroniques se sont souvent concentrées sur les questions de santé mondiale, de pauvreté et de genre dans le monde en développement. Depuis 2004, il a notamment écrit des dizaines d'articles sur le Darfour et s'est rendu dans la région à 11 reprises.
La biographie de Kristof indique qu'il a voyagé dans plus de 150 pays. Jeffrey Toobin de CNN et du New Yorker, un camarade de classe de Harvard, a déclaré : « Je ne suis pas surpris de le voir émerger comme la conscience morale de notre génération de journalistes. Je suis surpris de le voir comme l'Indiana Jones de notre génération de journalistes." 
Bill Clinton a déclaré à propos de Kristof en septembre 2009 :
"Il n'y a personne dans le journalisme, nulle part aux États-Unis du moins, qui ait accompli le travail qu'il a effectué pour comprendre comment vivent réellement les pauvres dans le monde et quel est leur potentiel. Ainsi, chaque citoyen américain qui s'en soucie devrait être profondément reconnaissant que quelqu'un dans notre institution de presse s'en soucie suffisamment pour se déplacer partout dans le monde pour comprendre ce qui se passe. ... Je lui suis personnellement redevable, comme nous tous." 
Kristof était membre du conseil des surveillants de l'Université Harvard, où il était maréchal en chef pour sa 25e réunion. Il est membre du conseil d'administration de l'Association of American Rhodes Scholars. Joyce Barnathan, présidente du Centre international des journalistes, a déclaré dans une déclaration en 2013 : « Nick Kristof est la conscience du journalisme international ».
En 2020, Darren Walker de la Fondation Ford a décrit Kristof comme « la boussole du journalisme sur les questions de pauvreté, de dignité et de justice ».
Entre 2010 et 2018, Kristof a écrit trois articles sur Kevin Cooper, un homme condamné à mort pour le meurtre d'une famille en Californie. Dans ces articles, Kristof a fait valoir que Cooper avait été piégé par un  shérif raciste et que le véritable tueur était un tueur à gages blanc nommé Lee Furrow. Après le troisième article, les deux sénateurs américains de Californie, Kamala Harris et Dianne Feinstein, ont demandé une deuxième série de tests ADN pour déterminer si Cooper avait été piégé. Sept mois après la publication de l'article, le gouverneur sortant Jerry Brown a autorisé de nouveaux tests limités pour régler le problème ; les tests sont toujours en cours[Quand ?].
Le 12 novembre 2016, Kristof a fait la une des journaux nationaux après avoir pourchassé et attaqué un intrus qu'il avait découvert en train de cambrioler sa chambre à l'hôtel Franklin, près de l'Independence Hall à Philadelphie. Dans un article de blog intitulé « Pourquoi vous devriez toujours verrouiller la porte de votre chambre d'hôtel », publié dans le New York Times plus tard dans la journée, Kristof a écrit que le voleur avait menacé à plusieurs reprises de le poignarder pendant la poursuite et avait été retenu dans le hall avec l'aide de plusieurs employés de l'hôtel.

### Campagne du gouverneur de l'Oregon
En juillet 2021, une enquête a été menée qui semblait viser à le recruter ou à tester son attrait potentiel, en tant que candidate au poste de gouverneur de l'Oregon en 2022, la titulaire Kate Brown ayant un mandat limité. En octobre 2021, Kristof a quitté le New York Times après avoir formé un comité d'action politique pour sa candidature potentielle, déclarant dans un communiqué :
"C'est précisément parce que j'ai un excellent travail, des éditeurs exceptionnels et les meilleurs lecteurs que je suis peut-être idiot de partir. Mais vous savez tous à quel point j'aime l'Oregon et à quel point j'ai été marqué par la souffrance de vieux amis là-bas. J’ai donc conclu à contrecœur que je devrais non seulement essayer d’exposer les problèmes, mais aussi voir si je pouvais les résoudre directement. » ,
Dans un fil Twitter sur l'annonce de Kristof, Hillary Howard, rédactrice en chef du New York Times, a écrit : "Nick avait un talent remarquable pour ne jamais rien prendre personnellement, pour ne jamais laisser son ego se mettre en travers de son chemin. Dans un endroit aussi compétitif que le Times, ce trait se remarquait. D'une certaine manière, il semblait innocent, inchangé après avoir dîné avec des chefs de guerre ou interviewé des proxénètes. Ce trait lui sera très utile s’il se lance en politique"  D'autres collègues ont décrit Kristof comme un mentor pour les jeunes journalistes.

Le 27 octobre 2021, Kristof a officiellement annoncé qu'il se présenterait au poste de gouverneur en tant que démocrate. Un jour plus tard, le 28 octobre 2021, le Times a publié un essai de Kristof dans lequel il écrivait :
"J'aime le journalisme, mais j'aime aussi mon état d'origine. Je pense sans cesse à la formule de Theodore Roosevelt : 'Ce n'est pas le critique qui compte, ni l'homme qui montre comment l'homme fort trébuche', a-t-il déclaré. 'Le mérite appartient à l'homme qui est réellement dans l'arène.'" 
Le 6 janvier 2022, Shemia Fagan, secrétaire d'État de l'Oregon, a annoncé que Kristof n'était pas éligible car il n'a pas satisfait aux exigences de résidence de l'État. Kristof a contesté la décision devant le tribunal et le 17 février, la Cour suprême de l'Oregon a confirmé la décision du secrétaire d'État.
En août Le 1er janvier 2022, Kristof et le New York Times ont annoncé qu'il reprendrait son travail de chroniqueur pour le journal. Sa première nouvelle chronique depuis son retour au journal a été publiée le 16 novembre 2022.

## Prix et récompenses
En 1990, Kristof et son épouse, Sheryl WuDunn, ont remporté le prix Pulitzer du reportage international pour leurs reportages sur le mouvement étudiant pro-démocratie et les manifestations de la place Tiananmen en 1989. Ils ont été le premier couple marié à remporter un Pulitzer. Kristof a également reçu le prix George Polk et un prix de l'Overseas Press Club pour ses reportages axés sur les droits de l'homme et les questions environnementales.
Kristof a été finaliste pour le prix Pulitzer du commentaire en 2004 et à nouveau en 2005 « pour ses chroniques puissantes qui décrivaient la souffrance des populations souvent oubliées des pays en développement et incitaient à l'action ». En 2006, Kristof a remporté son deuxième Pulitzer, le prix Pulitzer du commentaire « pour ses chroniques vivantes et approfondies qui, à ses risques et périls, ont attiré l'attention sur le génocide au Darfour et ont donné la parole aux sans-voix dans d'autres parties du monde ». Kristof a de nouveau été finaliste pour un prix Pulitzer en 2012 et 2016 ; au total, il a été sept fois finaliste du Pulitzer.
En 2008, Kristof a reçu le Golden Plate Award de l'American Academy of Achievement,.
En 2009, Kristof et WuDunn ont reçu le Dayton Literary Peace Prize's 2009 Lifetime Achievement Award. Ensemble, ils ont aussi reçu le 2009 World of Children Lifetime Achievement Award. Il a aussi remporté le 2008 Anne Frank Award, le 2007 Fred Cuny Award for Prevention of Deadly Conflict, et le 2013 Advancing Global Health Award (from Seattle Biomed).
Les commentateurs ont parfois suggéré Kristof pour le prix Nobel de la paix, mais lorsque Media Web a nommé Kristof "journaliste de presse de l'année" en 2006 et lui a posé des questions à ce sujet, il l'a cité : "Je ne peux pas imaginer qu'il aille chez un griffonneur comme moi. C'est totalement fantaisiste."[ 33]
En 2011, Kristof a été nommé l'un des sept « meilleurs leaders américains » par la Harvard Kennedy School et le Washington Post . "Ses écrits ont remodelé le domaine du journalisme d'opinion", a expliqué le Washington Post en décernant le prix. La même année, il est élu à l'American Philosophical Society. Plus tôt, en 2007, le US News & World Report avait désigné Kristof comme l'un des « meilleurs leaders américains ».
En 2013, Kristof a reçu le Goldsmith Award pour l'excellence de sa carrière en journalisme de l'Université Harvard. Alex Jones, directeur lauréat du prix Pulitzer du Shorenstein Center de la Harvard Kennedy School of Government, a déclaré en remettant le prix que « le journaliste qui a accompli plus que tout autre pour changer le monde est Nick Kristof ». La même année, Kristof a été nommé animateur international de la liberté par le National Underground Railroad Freedom Center, en grande partie pour son travail dénonçant la traite des êtres humains en la liant à l'esclavage moderne. La dernière personne nommée à recevoir ce titre, deux ans plus tôt, était le Dalaï Lama.
En 2021, la National Academy of Television Arts and Sciences a décerné à Kristof et à l'équipe de vidéos d'opinion du New York Times un Emmy Award pour leur vidéo « Heartache in the Hot Zone : The Front Line Against Covid-19 ».

## Livres
Kristof a co-écrit tous ses livres avec sa femme WuDunn, notamment China Wakes: The Struggle for the Soul of a Rising Power (1994), Thunder from the East: Portrait of a Rising Asia (1999), Half the Sky: Turning Oppression. into Opportunity for Women Worldwide (Knopf, septembre 2009), A Path Appears: Transforming Lives, Create Opportunity (2014) et Tightrope: Americans Reaching for Hope (Knopf, janvier 2020). Un long métrage documentaire pour Tightrope est sorti en 2019. C’étaient tous des best-sellers.
Kristof a expliqué à Jane Wales du Conseil des affaires mondiales de Californie du Nord que l'idée de leur livre Half the Sky avait été suscitée par les manifestations de la place Tiananmen en 1989. Après avoir couvert les manifestations, qui ont fait quelque 500 morts, Kristof et WuDunn ont été choqués d'apprendre qu'environ 39 000 filles chinoises mouraient chaque année parce qu'elles n'avaient pas le même accès à la nourriture et aux soins médicaux que les garçons. WuDunn et Kristof n'ont pas trouvé de couverture médiatique sur ces décès, bien qu'ils aient été bien plus nombreux que les victimes de la place Tiananmen. Ils ont décidé d’approfondir les questions de genre, a déclaré Kristof. Half the Sky couvre des sujets tels que le trafic sexuel et la prostitution forcée, l'esclavage contemporain, la violence sexiste et le viol comme arme de guerre et méthode de justice, car il met en lumière la multitude de façons dont les femmes sont opprimées et violées dans le monde.
Half the Sky a atteint la première place des listes de best-sellers. Carolyn See, auteur et critique littéraire du Washington Post, a déclaré dans sa critique :
" Half the Sky est un appel aux armes, un appel à l'aide, un appel à contributions, mais aussi un appel à bénévolat. Il nous demande d'ouvrir les yeux sur cet énorme problème humanitaire. Il le fait avec une prose exquise et incroyablement intéressante... Je pense vraiment que c'est l'un des livres les plus importants que j'ai jamais examinés. 
À Cleveland, un critique de The Plain Dealer a déclaré : « Comme « Silent Spring » de Rachel Carson nous a autrefois incités à sauver nos oiseaux et à mieux gérer notre planète, « Half the Sky » est en passe de devenir un classique, nous incitant à épargner aux femmes pauvres ces terreurs et à leur donner le  pour qu’elles puissent changer l’avenir de leur nation. »  La revue du Seattle Times a prédit que Half the Sky pourrait « déclencher une révolution populaire comme celle qui a éliminé l'esclavage ».

## Vie privée
Kristof a épousé Sheryl WuDunn, une Sino-Américaine de troisième génération, en 1988. Ils ont trois enfants. En 2018, Kristof et sa femme ont commencé à convertir le verger de cerisiers de sa famille à Yamhill, dans l'Oregon, en verger de pommiers à cidre et en vignoble.